# Ortskapelle Heinrichsreith

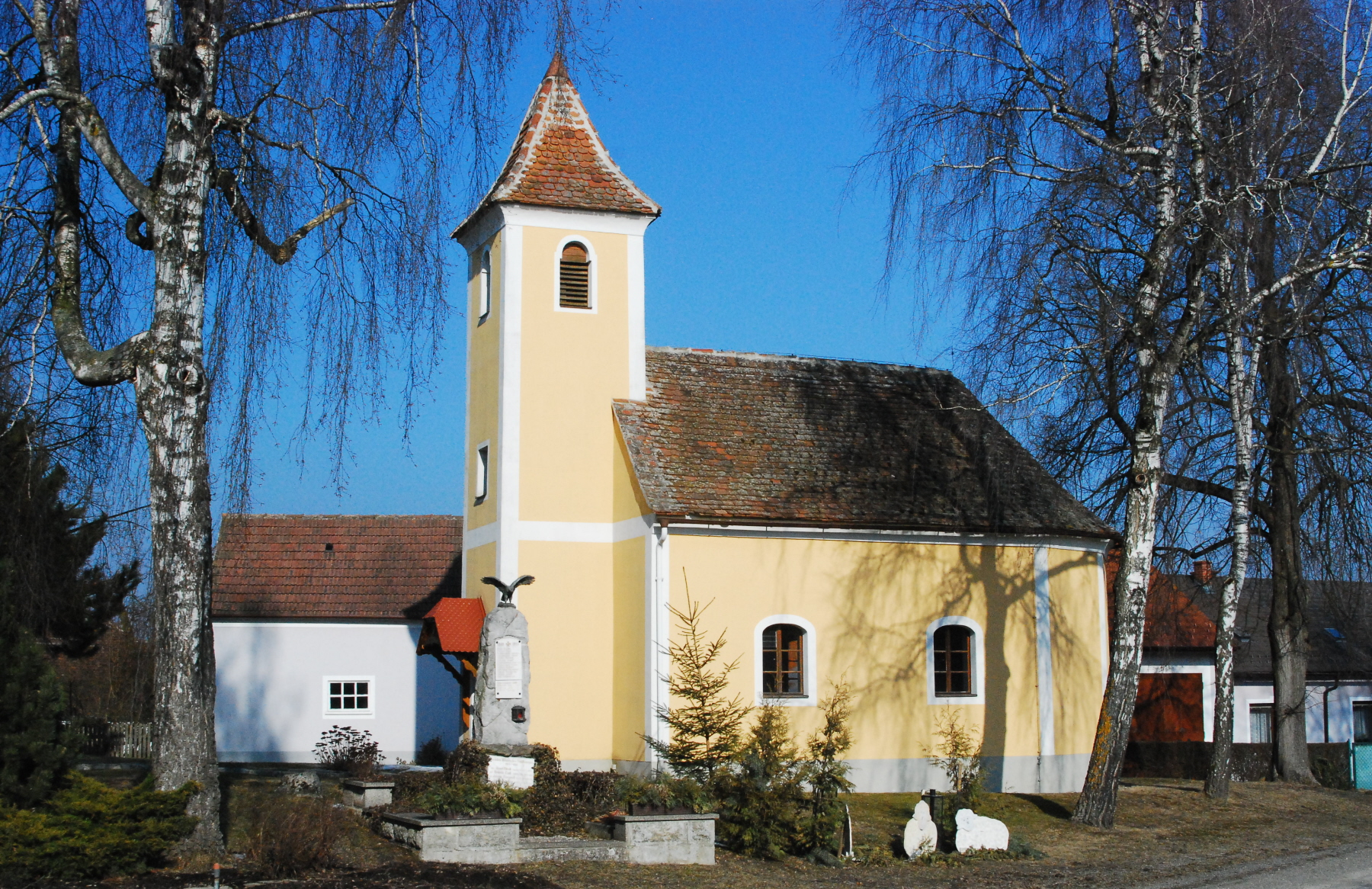
Ortskapelle von Heinrichsreith

Die Ortskapelle von Heinrichsreith in Niederösterreich ist eine in der österreichischen Kunsttopographie erwähnte Kapelle. Sie steht unter Denkmalschutz (Listeneintrag).

## Beschreibung
Die Ortskapelle von Heinrichsreith wurde Ende des 18. Jahrhunderts erbaut. Sie ist ein Bauwerk mit vorgebautem Westturm mit quadratischem Grundriss und ziegelgedecktem Pyramidendach. Die seitlichen Fenster verfügten über gedrückte Segmentbogenabschlüsse. Das Innere der Kapelle wurde mit Gurtplatzln auf Wandpfeilern über einem Deckenplattengesims ausgeführt.